# 列記
| ウィキペディアには「列記」という見出しの百科事典記事はありません（タイトルに「列記」を含むページの一覧/「列記」で始まるページの一覧）。 代わりにウィクショナリーのページ「列記」が役に立つかもしれません。 |